# La Garita
La Garita è una grande caldera vulcanica situata nel campo vulcanico di San Juan a San Juan Mountains nel sud-ovest del Colorado, a ovest della città di La Garita. L'eruzione che ha creato La Garita Caldera è stata la più grande eruzione esplosiva dell'oligocene, con un VEI di magnitudo 8 e con una potenza di 100 000 Bombe Zar, e 5 000 chilometri cubi di materiale tra ceneri, roccia e lapilli scagliati sulla superficie terrestre.

## Data
La Garita appartiene a una serie di caldere che si è formata nel corso di una massiccia fuoriuscita di ignimbrite in Colorado, Utah e Nevada 40-25 milioni di anni fa, ed è stato il sito di enormi eruzioni circa 28-26 milioni di anni fa, durante l'oligocene.

## Dimensioni dell'eruzione
Il conseguente deposito, noto come il Fish Canyon Tuff, ha un volume di circa 5.000 chilometri cubi, materiale sufficiente a riempire il lago Michigan (in confronto, il 18 maggio 1980, l'eruzione del Monte Sant'Elena, è stata solo di 1,2 chilometri cubi).
Per avere un'idea della potenza, si pensi che la più potente arma nucleare della Storia (la Tsar) ebbe una resa di 50 megatoni, mentre l'eruzione di La Garita fu circa 100.000 volte più potente. Probabilmente, è la più potente esplosione mai verificatasi sulla Terra.

## Geologia
Il Fish Canyon Tuff è costituito principalmente in dacite, considerata nella sua composizione petrologica una delle rocce più uniformi, e nonostante l'enorme volume forma una singola unità di raffreddamento. La dacite è una comune roccia vulcanica silicica comune nelle eruzioni esplosive, nei duomi di lava e nei flussi di lava brevi. All'interno della Caldera Garita la lava è composta anche da andesite, una roccia vulcanica con una composizione intermedia tra il basalto, povero di silice e la stessa dacite, ricca di silice.
La caldera stessa è piuttosto grande e misura circa 35 x 75 km, assumendo una forma oblunga. A causa dell'erosione e della vasta scala, gli scienziati hanno impiegato più di 30 anni per determinare le sue esatte dimensioni. Nonostante sia attualmente un vulcano estinto La Garita è considerata un "supervulcano".
La Garita, storicamente, dopo l'eruzione del Fish Canyon Tuff, per circa 1,5 milioni di anni, è stata la fonte di almeno 7 eruzioni che hanno causato la formazione di depositi di ignimbrite. Inoltre è conosciuta per la diffusa presenza di affioramenti di insolite rocce in dacite molto simili a quelle che si trovano presso il Fish Canyon Tuff. La dacite, presenta sia le caratteristiche della lava sia della ignimbrite ed è stata eruttata per un breve periodo, prima dell'evento del Fish Canyon Tuff. Si presume che questa roccia simile a lava si sia formata a causa di eruzione di fontane di lava a bassa energia, fino a 200–300 km cubi.